# Brusilovekspeditionen
Brusilovekspeditionen (russisk: Экспедиция Брусилова, Ekspeditsiya Brusilova) var en russisk maritimekspedition til Arktis, ledet af kaptajn Georgy Brusilov, som i 1912 blev foretaget for at udforske og kortlægge en rute fra Atlanterhavet til Stillehavet via en nordøstgående passage, kaldt Nordsø-ruten. Ekspeditionen var dårlig planlagt og udført af Brusilov, der forsvandt uden spor. Tidligere eftersøgninger mislykkedes, og skibets samt dets besætnings skæbne er stadig ukendt.
Et af ekspeditionsmedlemmerne, var den anden russiske kvinde til at rejse til Arktis, Yerminia Zhdanko, en 22-årig sygeplejerske og datter til en general, der blev anset som værende en helt under den russisk-japanske krig.

## Ekspeditionen
Kaptajn Brusilovs skib Svyataya Anna, sejlede fra Alexandrovsk den 28. august 1912. Det var så sent på sommeren, at skibet i oktober blev låst fast i polarisen i Karahavet ud fra Yamalhalvøen . Der var rigeligt med forsyninger, og officererne samt besætningen forberedte sig på at overvintre, med håbet om at blive komme fri i det følgende års optøning.
Imidlertid blev havet i 1913 frosset helt til. I begyndelsen af 1914 var Svyataya Anna drevet langt mod nord i langsomme zigzag med den arktiske is. I sommeren det år, nåede hun 83° af breddegrad, NV. af Franz Josefs Land, og havde heller ingen chance for at blive befriet i 1914. Hvad der gjorde sagen værre var, at kaptajnen og besætningen havde udviklet skørbug.
Navigatør og næstkommandør Valerian Albanov, mente, at deres situation var håbløs, og anmodede derfor om tilladelse fra kaptajn Brusilov, til at blive fritaget fra hans pligter som næstkommandør, så han kunne forlade skibet og forsøge at vende tilbage til civilisationen til fods. Albanov håbede at nå Northbrookøen i Franz Josefs Land, hvor han vidste, at Fridtjof Nansen var blevet reddet i 1896. Han forventede at finde en hytte og et depot, efterladt af Nansens redningsmand, udforskeren Frederick George Jackson. Han brugte Fridtjof Nansens unøjagtige kort, fyldt med stiplede linjer, hvor øgruppen stadig ikke var blevet udforsket.
Albanov og tolv ledsagere, forlod skibet og drog på en rejse med hjemmelavede slæder og kajakker. Efter en grusom halvfemsdages prøvelse i svære isbetingelser, lykkedes det kun Albanov og Alexander Konrad at nå Northbrookøen i live, hvor de blev reddet.

## Efterspil
Albanov skrev en gribende beretning om hans oplevelser, i Land of White Death, udgivet i Rusland i 1917.
Svyataya Anna blev aldrig set igen. Hun er måske sunket, knust af isen. Man mente, at hun måske var blevet båret af polarisdriften, indtil hun brød fri på den anden side af Arktis (ligesom Fram). To russiske forskere, D. Alekseev og P. Novokshonov, har foreslået, at hvis hun overlevede isen, kan hun muligvis være blevet sunket af en tysk ubåd under kampagnen i foråret 1915.
I 1914-15 førte Otto Sverdrup en eftersøgning- og redningsekspedition ombord på skibet Eklips i Karahavet på vegne af den Den kejserlige russiske flåde. Han havde til formål at finde to manglende arktiske ekspeditioner, den af kaptajn Brusilov på Svyataya Anna og den af Vladimir Rusanov på Gerkules, men fandt i sidste ende ingen spor af ekspeditionerne.
Valerian Albanov lavede gentagne anmodninger til den arktiske udforsker og admiral, Aleksandr Koltjak, om at foretage en eftersøgningsekspedition efter Svyataya Anna. I december 1919 rejste Albanov til Omsk, for at rådføre sig med Koltjak, men på grund af den politiske uro i Rusland på daværende tidspunkt, gjorde det en nødopgave umulig.
Opdagelsesrejsende annoncerede i 2010, at de havde fundet knoglerne af en af Albanovs ledsagere. Senere i 2010 blev en sejlers dagbog fundet og forskellige andre artefakter, også på Franz Josefs Land. Blandt fundene var et par solbriller, som matcher en beskrivelse i Albanovs dagbog: "Vi havde ingen effektive solbriller. Vores mekaniker havde fremstillet nogle med stykker af grønt glas, der stammede fra ginflasker, men de var i det bedste fald ubrugelige".